# 本斗郡

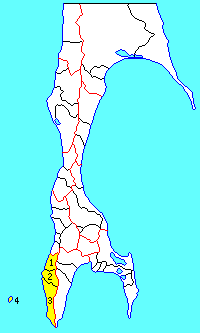
樺太・本斗郡の位置（1.本斗町 2.内幌町 3.好仁村 4.海馬村）

本斗郡（ほんとぐん）は、日本の領有下において樺太に存在した郡。
以下の2町2村を含む。
- 本斗町
- 内幌町
- 好仁村
- 海馬村

## 郡域
1915年（大正4年）に行政区画として発足した当時の郡域は、上記2町2村の区域に相当する。

## 歴史

### 郡発足までの沿革

#### 先史時代
郡域内各地の遺跡から宗仁式縄文土器などが出土。宗仁式の名称は、好仁村宗仁の遺跡にちなむ。また、本斗町大字本斗字南浜通2丁目にある南浜町貝塚からは、イノシシのものと見られる歯も出土している（日本におけるイノシシ利用史も参照）。南浜町貝塚は、吐鯤保川右岸河口付近の段丘上、金比羅神社境内で発見された。縄文時代には、捕らえたイノシシの幼獣を飼い育て、殺して食す祭りが全国でおこなわれていた。後に、対象動物が熊に置換され、アイヌのイオマンテに繋がるとの説 もある。

#### 古代
樺太南部では、続縄文文化に属するアニワ文化（遠淵式）が古墳時代前期まで栄え、道東北部の続縄文文化と共通する剥片石器や琥珀などの出土も見られる。当時の北日本では、栄浜郡産の琥珀が流通していた。
その後樺太で興り4世紀末まで続いた鈴谷文化を経て、5世紀ころからオホーツク文化が栄えた。オホーツク文化は、飛鳥時代に阿倍比羅夫と交戦し『日本書紀』や『続日本紀』に記述された粛慎 (みしわせ)とされる。戦闘の場所については、みしわせ の本拠地の樺太に比定する説 もある。5世紀から8世紀にかけ用いられた十和田式土器の名称は、好仁村十和田の遺跡に由来。その後、擦文文化進出にともない、オホーツク人は樺太南部から駆逐された。
平安時代中期（10世紀）までに、オオワシ羽やアザラシ皮などを求め擦文文化人が本斗郡域にも進出。続縄文文化や擦文文化の担い手は、縄文文化の担い手の子孫であり、かつアイヌの祖先に相当する。彼らが進出した当時、和人社会では武士が台頭し始め、矢羽や甲冑などの武具に使われるワシ羽や海獣皮の需要が増していた。これらは本州方面への重要な交易品となっており、安倍氏や奥州藤原氏をはじめとする奥羽の豪族の手を経て全国各地に流通していった。同時に、蝦夷社会への和産物の流入もあり、擦文文化からアイヌ文化への転換の契機になったとみられる。また、本斗町大字遠節字良音問（らねとい）にある良音問神社遺跡や本斗町大字遠節字遠節沢の水源地の沢遺跡からは、縄文土器などのほか祝部土器（須恵器）も出土。前者は、小貝塚を伴う竪穴建物で、良音問神社付近にあった。須恵器は、和人社会から供給される米や麹、酒などの容器としても用いられており、五所川原須恵器窯のあった奥羽との繋がりがうかがえる。

#### 中世
鎌倉時代以降、蝦夷管領・安東氏が唐子と呼ばれる蝦夷（アイヌ）を統括（『諏訪大明神絵詞』）。中世の安東氏は、十三湊を拠点とし日本海北部を中心にかなり広範囲にわたって活動していたという（『廻船式目』）。奥州藤原氏を引き継ぐ陸の豪族であるとともに安藤水軍を擁し、蝦夷社会での騒乱時には、しばしば津軽海峡以北に出兵した。
また、永仁年間に日蓮宗の僧・日持上人が布教のため渡樺し、好仁村白主と本斗町阿幸に足跡を残した。

##### 白主土城
郡域内の西能登呂岬周辺には、江戸時代に発見された白主土城と呼ばれる遺跡がある。その構造は1辺120mの方形で壕と土塁を有し大陸で普及した版築の技法を用い築造されており、アイヌのチャシ（砦）とは大きく異なっているとされる。版築は万里の長城にも用いられた技法である。また、一尺=31.6cmの尺度を用いていることから、築造された時期については11世紀以降とされ、諸説ある。用途については、砦、或いは交易所と推察される という。
平安時代末～鎌倉時代初頭築造説
樺太のワシ羽などの産品はアイヌや和人社会だけではなく、間宮海峡対岸の大陸・満州においても需要があった。事実、北樺太に住むニヴフは、オホーツク文化時代から大陸の民族と頻繁に交易していた。このため、女真族の建てた大陸の金王朝との間で利害が衝突した可能性もあり、土城は末期の金朝が拠点とした施設とする見解もある。
モンゴルの樺太侵攻説
当時、唐子（骨嵬）と呼ばれたアイヌと吉里迷（ギレミ、吉烈滅）の間にワシ羽などの産品の確保をめぐり軋轢が生じた。吉里迷は蒙古（モンゴル人の建てた王朝）に援軍を要請し、モンゴルの樺太侵攻を招いた（吉里迷・蒙古と唐子エゾ陣営の戦いも参照）。蒙古は1264年から1308年の間、半世紀近くの間に数千人、万人単位の兵や船1000艘など大規模なものだけでも複数回（二桁）にわたり派遣している（『元史』、『元文類』巻四十一）。
しかし、当時のアイヌの人口は少なく、兵力に割ける人数は多くて数百人とされ、武器の材料となる鉄や食料なども和人社会から供給を受けていた。また、さらに人口の少ない北樺太の住人のニヴフの一部やオロッコを加えても、蒙古の兵力に遠く及ばず対抗するのが極めて難しいことは想像に難くない。ただ、当時、安藤水軍を擁し北海道や樺太周辺で活動し組織的に蒙古に対抗しうる勢力であった安東氏 も、ワシ羽などの産品の確保の点で唐子エゾと利害が一致し、その後ろ盾になっていたことが推察される。安東氏の連携や支援を受け、唐子エゾは半世紀近く戦い続けたとみられる。唐子エゾ陣営と蒙古はほぼ互角に戦い、『元文類』巻四十一には、骨嵬（唐子エゾ）陣営が黒龍江流域に攻め込んだ記録が見える。このとき、南からの支援や援軍を監視・妨害する目的で蒙古が「果夥（クオフオ）」城を築造したとされており、この白主土城に比定する説もある。
その後、1308年（徳治3年/延慶元年）に唐子陣営側から、地元産の毛皮などの貢納を停戦条件として提示、実質「和睦」するかたちで戦闘をやめて交易するようになり、大陸産品の安定的な確保も可能になった とみられる。この際、安東氏は交戦継続派と停戦派に分かれ安藤氏の乱の原因になったという。その後、蒙古（元）は、明との争いが続き1368年（南朝:正平23年、北朝:応安元年）中国大陸の支配権を失い北走、大陸の黒竜江下流域もしばらく空白地帯となっていた（その後については、波羅河衛も参照）。

##### 関東御免船
室町時代になり、安東水軍は関東御免船として活動した。和産物を蝦夷社会へ供給するとともに北方産品を大量に仕入れ全国に出荷していた（『十三往来』）。後世、郡域内の遺跡からは、和人社会から流入する鉄鍋の影響を受けた内耳土器が出土しており、これはアイヌ文化確立の過程を知るうえで貴重な遺物である。応永年間になると安東氏は「北海の夷狄動乱」を平定し、日之本将軍と称した。
また、中世の唐子は、北海道日本海側や北海岸および樺太南部に居住し、地元の産品を伴い後の和人地に相当する渡党の領域まで出向いて生活必需品などを入手していた（城下交易も参照）。15世紀末の文明17年（1485年）には、安東氏の代官武田信広に銅雀台瓦硯を献上しその配下となる（『福山秘府』）。これ以降、信広は大陸との交易路を掌握。

#### 近世
江戸時代になると、西蝦夷地に属した。慶長8年（1603年）宗谷に置かれた役宅が樺太を管轄するようになり、貞享2年（1685年）宗谷場所に含まれた。宗谷では樺太アイヌに対しても撫育政策としてオムシャなどが行われた。宝暦2年（1752年）ころシラヌシにて交易が行われ、数箇所の漁場が開設された。寛政2年（1790年）樺太南端の好仁村白主に松前藩が樺太商場（場所）を設置、場所請負人は阿部屋村山家。幕府は勤番所を置く。このときトンナイ（ホントケシ、本斗町）にも拠点が置かれ、後に藩の出先機関の機能も兼ねた運上屋となり、撫育政策オムシャが行われ、白主の有力者が乙名（役蝦夷）に任命されるようになった。当時の地方行政の詳細については、場所請負制成立後の行政および江戸時代の日本の人口統計も参照。その後、場所請負人は、寛政8年から大阪商人・小山屋権兵衛と藩士・板垣豊四郎、翌9年からは板垣豊四郎が単独となる。寛政12年（1800年）松前藩、カラフト場所直営。直営時代は藩士・高橋荘四郎と目谷安二郎が管理し、兵庫商人・柴屋長太夫が仕入れを請負った。

##### 第一次幕領期
文化4年（1807年）の文化露寇 を受け、樺太を含む西蝦夷地が松前奉行の管轄する公議御料（幕府直轄領）となった（〜1821年、第一次幕領期）。
奥羽諸藩の樺太警固と松田伝十郎や間宮林蔵の樺太検分
文化5年(1808年)幕命により、会津藩が本斗郡域を警固。文化6年(1809年)樺太が西蝦夷地から分立、北蝦夷地となる。この年から弘前藩がシラヌシに出張陣屋を築き警固に当たった。
文化5年(1808年)、樺太検分のため、間宮林蔵と松田伝十郎が渡樺。西岸を北上した伝十郎は上陸したシラヌシのほか、郡域内では十和田、本斗に立ち寄っている。
また、文化5年（1808年）から文化6年(1809年)にかけて、スメレンクル夷の住む北樺太西岸や間宮海峡周辺を踏査した間宮林蔵 は、再調査の際トンナイ（本斗）で正月を迎えている。
白主会所
アイヌたちは交易のため大陸から来航する山丹人に対し莫大な借財を負い、働き手の成人アイヌが借財のかたに連れ去られるなど、山丹人との間に軋轢が生じており、公議御料となった際発覚し問題となった。このため、白主に山靼（さんたん）交易会所（運上屋）を置き、松田伝十郎の改革 により山丹交易は幕府直営とし、幕吏立会いのもと白主会所のみで行われることとなった。このとき、山丹人からの借財に喘ぐ蝦夷（アイヌ）の救済措置として、支払えない負債を幕府が立替え救済している。また、借財のかたに山丹人に大陸へ連行されたアイヌが、後に山丹船で白主の会所に姿を見せることもあったという。
山丹交易改革以降、山丹人やスメレンクル夷たちとの交易は会所で儀式を行い取引、いわゆる幕府に対する朝貢形式でおこなわれ、その際小使などの役職に任命（冊封）されている。同時に、樺太北東部（敷香郡以北）に住むヲロッコやニクブンとのオロッコ交易も、白主会所でおこなわれるようになった。
場所請負人に栖原屋就任
公議御料（幕府直轄領）となったときの樺太場所請負人は柴屋長太夫だった。文化6年(1809年)以降、明治8年(1875年)まで、樺太場所（北蝦夷地場所）は栖原家と伊達家の共同請負 となっていた。西蝦夷地から分立当時の漁場 は次のとおり。漁場の状況については、北海道におけるニシン漁史も参照されたい。
○西浦漁場（南方より順次記載）文化6年(1809年)栖原家七代角兵衛信義時代の漁場名
- 内幌町 - ウシニコロ（牛荷）
- 本斗町 - トコンボ（吐鯉保）、トーウシ（遠節）、ヲコウ（阿幸）、アサンナイ（麻内）

文政4年（1821年）本斗郡域は松前藩領に復した。その後、松浦武四郎は弘化3年初めて渡樺。松浦は安政3年（1856年）にも箱館奉行所の支配組頭・向山源太夫に同行し訪れている。
○嘉永7年（1854年）刊行の『鈴木重尚 松浦武四郎 唐太日記』に、弘化3年当時の状況の一部が記されている。
- 内幌町
  - シラヌシ（白主） - 会所1棟、蔵数棟、弁天社、アイヌの家7軒
  - ショウニ（宗仁） - 止宿所1棟、アイヌの家2軒
  - モイレトマリ（武意泊） - 番屋
- 本斗町
  - トコンホ（吐鯤保） - 川の南岸に番屋一棟、板蔵、アイヌの家1軒

幕末の状況について、「北海道歴検図」 のカラフトの部分の絵図と松浦武四郎の「北蝦夷山川地理取調図」等によると、会所(運上屋)・役宅はシラヌシ(好二村白主)に描かれ安政4年(1857年)までは、会所・運上屋に役人が居住していたが、人数が増加したため、シラヌシに1棟の役宅を新設することとし、安政5年8月に完成したという。
西浦（樺太西岸）には道（本斗西能登呂岬線、本斗安別線の前身）が通じ、通行屋・小休所では、ショウニ(本斗郡好二村宗仁)からナヨロ(泊居郡名寄村名寄)まで、途中3カ所を入れ、5カ所に「通行屋」があったという。また、亜庭湾岸方面へも道（新場西能登呂岬線の前身）が通じていた。郡域内は、南部が白主領、南名好や本斗などは西トンナイ領に属した。当時の行政区分については、領の項も参照。
幕末当時の宗教施設や漁場については下記のとおり。
○西浦の神社（南方より順次記載）
- 好二村 - 能登路岬（白主）弁天社、白主ノトロ岬（白主）弁天社、シラヌシ・白主（白主）弁天社、シヨニ（宗仁）弁天社
- 内幌町 - ナイホロ（内幌）弁天社・稲荷
- 本斗町 - トコリホ（吐鯉保）弁天社、ヲコー（阿幸）弁天社、アサンナイ(麻内)弁天社

○西浦漁場（南方より順次記載）慶応3年12月 栖原家十代寧幹時代の樺太漁場
- 本斗町 - トコンボ（吐鯉保）、トヲブシ（遠節）

##### 幕末の樺太警固（第二次幕領期）
安政2年（1855年）日露和親条約で樺太国境が未確定のまま棚上げ先送りとされ、樺太を含む蝦夷地が再び公議御料となった（第二次幕領期）。当時、白主領や西トンナイ領に含まれた本斗郡域は秋田藩がシラヌシに出張陣屋を築き樺太警固を担当。冬季は漁場の番屋に詰める番人を足軽とし、武装化して警固を行った。万延元年（1860年）樺太警固は仙台・会津・秋田・庄内の4藩となり、郡域内では新たに庄内藩が白主、会津藩が本斗に陣営を置いたが、文久3年（1863年）以降は仙台・秋田・庄内の3藩体制となる。慶応3年（1867年）樺太雑居条約で樺太全島が日露雑居地とされた。

#### 大政奉還後
大政奉還後の慶応4年（1868年）4月12日、箱館裁判所(閏4月24日に箱館府と改称)の管轄となり、同年6月末、岡本監輔、シラヌシ(自主)に給事・鈴木恕輔を派遣し、王政復古を布告して箱館府公議所(裁判所)の出張所を設けた。明治2年（1869年）北蝦夷地を樺太州（国）と改称、開拓使直轄領となった。明治3年（1870年）開拓使から分離した樺太開拓使領となったが、明治4年（1871年）樺太開拓使再統合により開拓使直轄領に戻り8月29日廃藩置県。このころ行われた文明開化期の事象としては、神仏分離令、壬申戸籍編製、散髪脱刀令、平民苗字必称義務令公布などが挙げられる。アイヌは百姓身分だったため、平民となった。明治8年（1875年）、樺太千島交換条約によりロシア領とされ、同条約第六款において、オホーツク海及びカムチャツカ半島周辺で日本人の漁業権が認められており、露領時代は西能登呂岬より久春内まで、西海岸漁区の範囲に含まれた。しかし、漁場経営が困難となった栖原屋が樺太から撤退、漁場労働などで生計を立てていたアイヌたちが日本国籍を選択し、ショウニとシラヌシから北海道へ移住した。残ったアイヌも生活手段を失い困窮したという。

#### 日本領に復帰
- 1905年（明治38年）
  - 7月 - 日露戦争・樺太の戦いで、日本軍第13師団が占領。郡域内では、10日の西能登呂岬灯台占領時の戦闘のほか、29日に海馬島の日本人島民が、上陸したロシア兵を撃退。31日、在樺太ロシア軍降伏。
  - 8月1日 - 軍政が敷かれ、南樺太に4つの軍政署を開設。南樺太西岸には、真岡付近に第四仮軍政区のマウカ軍政区署が設置されていた。
  - 8月28日 - 内務省下樺太民政署コルサコフ（大泊町）支所の管轄となる。
  - 9月1日 - 日露休戦条約を締結。
  - 9月4日 - 樺太民政署マウカ支所の管轄となる。
  - 9月5日 - ポーツマス条約締結により日本領に復帰。
- 1907年（明治40年）3月14日 - 内務省の下部組織樺太庁発足、マウカ支庁の管轄となる。海馬島には出張所を設置。
- 1908年（明治41年）
  - 4月 - 管轄支庁を真岡支庁に改称。
  - 7月 - 海馬島出張所廃止。
- 1909年（明治42年）
  - 10月 - 真岡支庁本斗出張所を設置。
  - 樺太庁令で「部落総代規定」を制定。主要集落に町村長に相当する総代を置き、行政事務をおこなうこととした。

### 郡発足以降の沿革
- 1915年（大正4年）6月26日 - 「樺太ノ郡町村編制ニ関スル件」（大正4年勅令第101号）の施行により、行政区画として本斗郡が発足。発足時は宗仁村、南名好村、内幌村、本斗村、阿幸村、海馬村の6村であった。真岡支庁本斗出張所が管轄。
- 1918年（大正7年） - 共通法（大正7年法律第39号）（大正7年4月17日施行）1条2項で、樺太を内地に含むと規定[48] され、終戦まで基本的に国内法が適用されることとなった。
- 1922年（大正11年）
  - 4月1日 - 「樺太ノ地方制度ニ関スル法律」（大正10年4月8日法律第47号）と、その細則「樺太町村制」（大正11年1月23日勅令第8号）を同時に施行。「部落総代規定」廃止。
  - 10月 - 管轄支庁が本斗支庁に変更。
- 1923年（大正12年）4月1日（4村）
  - 宗仁村・南名好村が合併して好仁村となる。
  - 阿幸村が本斗村に合併。
- 1929年（昭和4年）7月1日 - 樺太町村制の施行により、本斗町（一級町村）、内幌村、好仁村（二級町村）が発足。（1町3村）
- 1941年（昭和16年）4月1日（2町2村）
  - 内幌村が町制施行して内幌町（一級町村）となる。
  - 海馬村（二級町村）が樺太町村制を施行。
- 1942年（昭和17年）11月 - 管轄支庁が真岡支庁に変更。
- 1943年（昭和18年）
  - 4月1日 - 「樺太ニ施行スル法律ノ特例ニ関スル件」（大正9年勅令第124号）が廃止され、内地編入。
  - 6月1日 - 樺太町村制が廃止され、樺太で町村制が施行される。二級町村は指定町村となる。
- 1945年（昭和20年）8月22日 - 西能登呂岬南方海上において、避難民輸送のため本斗から大泊に向けて回航中の大阪商船の貨物船能登呂丸（1,100トン）がソ連の航空機の雷撃により沈没した。（三船殉難事件#備考）。その後、日ソ中立条約を破棄したソ連軍の樺太侵攻の後、ソビエト連邦により占拠される。
- 1949年（昭和24年）6月1日 - 国家行政組織法の施行のため法的に樺太庁が廃止。同日本斗郡消滅。